# Смута Хейдзі
Смута Хейдзі (яп. 平治の乱, へいじのらん, «смута року Хейдзі»; 1159) — збройний конфлікт в японській столиці Кіото періоду Хей'ан між самурайськими родами Тайра і Мінамото за вплив на центральний уряд країни. Спричинена протистоянням васалів Імператорського двору, які опиралися на ці роди.
Приводом до смути став арешт екс-Імператора Ґо-Сіракави та вбивство його наближеного слуги Фудзівари но Мітінорі силами змовників Мінамото но Йосітомо та Фудзівари но Нобуйорі. Проти них виступили війська Тайра но Кійоморі, які визволили екс-Імператора. В тяжких боях на вулицях столиці Тайра перемогли загони Мінамото і вбили їхніх лідерів.
Смута Хейдзі сприяла сходженню Тайра но Кійоморі на японський «владний Олімп» та утвердженню диктатури Тайра. Більшість лідерів Мінамото була знищена фізично або покарана засланням.